# Rolando Ravello
Rolando Ravello (Roma, 4 giugno 1969) è un attore, regista, sceneggiatore e conduttore televisivo italiano.

## Biografia
Formatosi presso la scuola di recitazione "La Scaletta", ha esordito nel 1991 con Luciano Rispoli su Telemontecarlo nel game show Ho fatto 13!!!, poi è stato conduttore nei programmi per i ragazzi, partecipando alla trasmissione televisiva Big! dal 1991 al 1993. 
Ha debuttato al cinema nella pellicola Abbronzatissimi di Bruno Gaburro, seguita dai film Romanzo di un giovane povero e La cena, entrambi del regista Ettore Scola con il quale continuerà a lavorare con ruoli secondari o primari. Nel 2006 ha recitato come protagonista il ruolo di Marco Pantani nel film TV Il Pirata - Marco Pantani. Dal 2008 al 2010 è stato co-protagonista nella fiction La nuova squadra. Nell'aprile 2010 è stato  protagonista nella puntata Niente di personale, della seconda stagione della serie TV di Rai 2 Crimini, nel ruolo del killer della 'Ndrangheta Angelo; mentre, nella prima stagione della serie del 2006, nell'episodio Terapia d'urto ha interpretato il personaggio di Roberto. 
Ha presentato insieme alla collega Sabrina Impacciatore il Concerto del Primo Maggio 2010, trasmesso su Rai Tre. Nel 2018 ha condotto assieme alla Impacciatore, a Edoardo Leo e a Carolina Di Domenico il Dopofestival della 68ª edizione del Festival di Sanremo.

## Filmografia

### Attore

#### Cinema
- Abbronzatissimi, regia di Bruno Gaburro (1991)
- Romanzo di un giovane povero, regia di Ettore Scola (1995)
- Una vacanza all'inferno, regia di Tonino Valerii (1997)
- La cena, regia di Ettore Scola (1998)
- Viol@, regia di Donatella Maiorca (1998)
- Dolce far niente, regia di Nae Caranfil (1998)
- Corti circuiti erotici, regia di Stefano Soli, episodio Specchio, specchio delle mie brame (1999)
- Almost Blue, regia di Alex Infascelli (2000)
- Concorrenza sleale, regia di Ettore Scola (2001)
- Tutta la conoscenza del mondo, regia di Eros Puglielli (2001)
- 500!, regia di Giovanni Robbiano, Lorenzo Vignolo e Matteo Zingirian (2001)
- Fratella e sorello, regia di Sergio Citti (2002)
- Operazione Rosmarino, regia di Alessandra Populin (2002)
- Ultimo stadio, regia di Ivano De Matteo (2002)
- Gente di Roma, regia di Ettore Scola (2003)
- Il papa buono, regia di Ricky Tognazzi (2003)
- Tutto in quella notte, regia di Franco Bertini (2003)
- Movimenti, regia di Claudio Fausti e Serafino Murri (2004)
- Le conseguenze dell'amore, regia di Paolo Sorrentino (2004)
- Ogni volta che te ne vai, regia di Davide Cocchi (2004)
- Certi bambini, regia di Andrea Frazzi e Antonio Frazzi (2004)
- Dentro la città, regia di Andrea Costantini (2004)
- Il ritorno del Monnezza, regia di Carlo Vanzina (2005)
- AD Project, regia di Eros Puglielli (2005)
- 4-4-2 - Il gioco più bello del mondo, regia di Claudio Cupellini, episodio La donna del mister (2006)
- Lezioni di cioccolato, regia di Claudio Cupellini (2007)
- Lo stallo (2008)
- 5 (Cinque), regia Francesco Maria Dominedò (2011)
- Il paese delle spose infelici, regia di Pippo Mezzapesa (2011)
- Diaz - Don't Clean Up This Blood, regia di Daniele Vicari (2012)
- Gli equilibristi, regia di Ivano De Matteo (2012)
- Viva l'Italia, regia di Massimiliano Bruno (2012)
- Tutti contro tutti, regia di Rolando Ravello (2013)
- Sei mai stata sulla Luna?, regia di Paolo Genovese (2015)
- Noi e la Giulia, regia di Edoardo Leo (2015)
- Roba da Grandi (2018, cortometraggio)
- C'era una volta il crimine, regia di Massimiliano Bruno (2022)
- Io vivo altrove!, regia di Giuseppe Battiston (2023)
- Voci di potere (Rumours), regia di Guy Maddin, Evan Johnson e Galen Johnson (2024)

#### Televisione
- Ultimo - La sfida, regia di Michele Soavi – miniserie TV (1999)
- Il rumore dei ricordi, regia di Paolo Poeti – miniserie TV (2000)
- Don Matteo – serie TV, episodio 2x01 (2001)
- Marcinelle, regia di Antonio Frazzi e Andrea Frazzi – miniserie TV (2003)
- Attacco allo Stato, regia di Michele Soavi – miniserie TV (2006)
- Il Pirata - Marco Pantani, regia di Claudio Bonivento – film TV (2007)
- Il commissario De Luca, regia di Antonio Frazzi – miniserie TV (2008)
- La nuova squadra – serie TV (2008-2009-2011)
- Crimini – serie TV, episodi 1x04-2x02 (2006-2010)
- 68° Sanremo dopofestival (2018)

### Videoclip
- Rosemary Plexiglas degli  Scisma, (regia di Lorenzo Vignolo –1997)

- Come deve andare degli 883 (2001)
- Scusate se non piango di Daniele Silvestri (2019)

### Regista

#### Cinema
- Tutti contro tutti (2013)
- Ti ricordi di me? (2014)
- La prima pietra (2018)
- È per il tuo bene (2020)

#### Televisione
- Immaturi - La serie (2018)
- Tutta colpa di Freud - La serie (2021)
- Vivere non è un gioco da ragazzi (2023)
- Il clandestino (2023)

### Sceneggiatore
- Perfetti sconosciuti, regia di Paolo Genovese (2016)
- Per tutta la vita, regia di Paolo Costella (2021)
- Il primo giorno della mia vita, regia di Paolo Genovese (2023)

## Riconoscimenti
- Ciak d'oro
  - 2016 – Migliore sceneggiatura per Perfetti sconosciuti[1]